# Atlantisch orkaanseizoen 2008
Het Atlantisch orkaanseizoen 2008 begon op 1 juni 2008 met het ontstaan van subtropische storm Arthur voor de kust van Belize, 2 dagen voor de officiële aanvang van het seizoen. Het seizoen eindigde op 30 november 2008. Binnen de periode die als het orkaanseizoen is aangemerkt is de kans, dat tropische cyclonen zich vormen het grootst. Eventuele tropische stormen die buiten dit tijdsbestek ontstaan, maar binnen het kalenderjaar 2008, worden ook tot het seizoen 2008 gerekend.

## Voorspelling
Voor ieder orkaanseizoen worden voorspellingen gedaan door de vooraanstaande experts Dr. Philip J. Klotzbach, Dr. William M. Gray en hun medewerkers aan de Colorado State University en door de voorspellers van NOAA.

### ACE Indeling
Het jaar 2008 heeft een 67% kans op een 'Accumulated Cyclone Energy' ofwel ACE range van 120% à 140% boven de mediaan (1950–2007). Daarmee scoort 2008 ruim binnen de categorie 'bovennormaal' met betrekking tot kansen op cyclonen in de Atlantische Oceaan.

## Stormen en orkanen

### Storm Arthur
De tropische storm Arthur was de eerste Atlantische tropische storm sinds 1981 die zich vormde in de maand mei. De storm ontstond uit twee tropische golven en de overblijfselen van de tropische storm Alma in het oosten van de Stille Oceaan, die het vasteland had overgestoken naar het westen van de Caraïbische Zee.
Arthur veroorzaakt ernstige overstromingen met negen doden in Belize tot gevolg. De schade veroorzaakt door Arthur werd geschat op 78 miljoen dollar.

### Orkaan Bertha
Orkaan Bertha heeft weinig media-aandacht gehad, voornamelijk omdat zij haar volledige koers boven water heeft afgelegd. Desondanks was Bertha de eerste (grote) orkaan van het seizoen 2008. Op 3 juli 5.00 am ET ontstond ze als tropische depressie voor de kust van Afrika, 250 kilometer ten zuiden van de Kaapverdische Eilanden. Dezelfde avond al groeide ze uit tot een tropische storm, kreeg de naam Bertha en zette een noordwestelijke koers in. Op 7 juli werd de storm 's ochtends geclassificeerd als een categorie 1 orkaan, en dezelfde middag al als categorie 3. In de volgende dagen zwakte Bertha wat af als gevolg van een toenemende windschering en bleef afwisselend steken op categorie 2 en categorie 1. Op 12 juli is de verplaatsingssnelheid bijna nul en door haar eigen toedoen veroorzaakt ze daarmee een sterke afname van de temperatuur van het zeewateroppervlak. Dit koelere water zorgde daarmee voor een verdere afname van Bertha tot een tropische storm. Als zodanig passeerde zij Bermuda zonder slachtoffers te eisen, en vervolgde haar koers in noordoostelijke richting.
In de volgende dagen zette de storm na een korte zuidoostelijke flirt een noordoostelijke koers in en groeide nog even uit tot een categorie 1 orkaan alvorens op 20 juli de tropische status te verliezen.
Met een levenslengte van 17 dagen was Bertha langst bestaande tropische systeem sinds orkaan Ivan in 2004. Tevens was ze de langstlevende tropische orkaan en de meest oostelijk gevormde orkaan in juli sinds registratie.

### Tropische storm Cristobal
15 juli ontstond een tropische weersverstoring voor de kust van Centraal Florida. Het weersysteem ontwikkelde zich langzaam naar een tropische depressie op 18 juli, zo'n 105 km ten zuidzuidoosten van Charleston, South Carolina.
De depressie organiseerde zich beetje bij beetje en werd de volgende dag opgewaardeerd naar tropische storm met de naam Cristobal. De impact van Cristobal was minimaal omdat stroming en windveld zich in de westelijke helft van de storm manifesteerden. Wel waren er hevige regenbuien met 130 mm regenval op sommige plekken in het zuidelijk deel van North Carolina. Op 20 juli trok de storm weg van de kust en nam in sterkte toe zodra hij de warme Golfstroom passeerde. De volgende dag piekte Cristobal met windsnelheden van 105 km/uur. In de buurt van Nova Scotia aangekomen verloor de storm zijn tropische kenmerken. 23 juli werd de storm afgewaardeerd tot extratropische cycloon.

### Orkaan Dolly
Orkaan Dolly was een tropische cycloon die in het uiterste zuiden van Texas in juli 2008 aan land kwam. Dolly was de vierde tropische cycloon en de tweede orkaan van het Atlantisch orkaanseizoen 2008. Het was de eerste orkaan die in dit seizoen in de Verenigde Staten aan land kwam.
Vanaf 20 juli ontwikkelde zich vanuit enkele weerstoringen in combinatie met een sterke tropische golf. De orkaan kreeg de naam Dolly op het moment dat hij de tropische depressiefase geheel oversloeg, omdat de voorgaande storm reeds tropisch stormkracht had. Sinds 2005 had zich nog nooit zo vroeg in het jaar een vierde cycloon gevormd.
De tropische storm kwam op het schiereiland Yucatán bij Cancún tegen de ochtend van 21 juli aan land. 17 mensen vonden de dood in Guatemala en een persoon kwam om op Yucatán.
De storm verplaatste zich naar de Golf van Mexico en nam in kracht toe tot een orkaan van categorie 2. Deze bewoog westwaarts en kwam als een zwakke storm van categorie 2 op 23 juli weer aan land bij South Padre Island (Texas). Hij haalde toen windsnelheden van 160 km/uur. Dolly werd daarmee het krachtigste weersysteem dat in de Verenigde Staten van Amerika aan land kwam sinds de orkaan Wilma in 2005.
De storm had tot gevolg dat 212.000 mensen in Texas geen stroom meer kregen en 125.000 huizen in de Tamaulipas eveneens afgesneden werden van de buitenwereld. De storm ging in sommige gebieden gepaard met 410 mm regen. Alhoewel de storm geen doden in Texas veroorzaakte bedroeg de schade een geschatte 1,2 miljard dollar. De restanten van de storm hadden wel twee doden in New Mexico tot gevolg.

### Tropische storm Edouard
Een stationair front bevond zich in de noordoostelijke Golf van Mexico begin augustus toen een trog van warme lucht zich in de noordoostelijke Golf van Mexico ontstond. Deze energie hielp om een oppervlakte lagedrukgebied te creëren langs de frontlijn op 2 augustus. Dit lagedrukgebied sterkte 3 augustus aan tot tropische depressie "nummer Vijf" waarna het verder aanzwol tot een benoemde tropische storm met de naam Edouard. De storm kwam in Zuidoost-Texas bij Port Arthur aan land in de ochtend van 5 augustus in de vorm van een krachtige tropische storm. Boven land kromp het systeem in de namiddag snel richting tropische depressie. 7 augustus zwakte de depressie boven Texas verder af naar een laag drukgebied.

### Tropische storm Fay
De tropische storm Fay bereikt 19 augustus de Amerikaanse staat Florida nadat Fay eerst over de eilandenreeks Florida Keys getrokken was waar zij maar nauwelijks schade aanrichtte.

Er kwamen alleen enkele straten blank te staan in Key West. Omdat verwacht werd dat de storm bij zijn trektocht langs de westkust van Florida alsnog orkaankracht kon bereiken trof de gouverneur van Florida uit voorzorg noodmaatregelen. Zo werden 25.000 mensen geëvacueerd.
Fay is een vreemde storm geweest. Hij kwam eerst een keer aan land in de Florida Keys op maandag, trok toen weg naar open water, alvorens een tweede keer toe te slaan in de buurt van Naples aan de zuidwestkust. De storm trok dwars door de staat door naar de Atlantische Oceaan om in de buurt van Flagler Beach toe te slaan aan de kust midden in de staat.
Het was de eerst storm in 50 jaar die 3 keer aan land kwam in Florida, telkens toeslaand en vertrekkend in een dag of twee.
De tropische storm kostte in de Dominicaanse Republiek en Haïti het leven aan meer dan vijftig mensen. De meeste doden vielen in Haïti, toen een bus in een rivier verdween.
Fay is de zesde tropische storm in het Atlantische orkaanseizoen van dit jaar.

### Orkaan Gustav
In de vierde week van augustus ontwikkelde zich een storing in de tropische regio van de Atlantische Oceaan. Deze storing trok westwaarts in de Caraïbische Zee, waar hij zich in de ochtend van 25 augustus onder gunstige condities ontwikkelde tot een tropische depressie ten westen van benedenwindse eilanden. Deze depressie werd snel sterker en werd tropische storm Gustav en de vroege namiddag, waarna hij zich in de ochtend van 26 augustus verder ontwikkelde tot orkaan Gustav.
Tegen de avond van 27 augustus verzwakte de orkaan boven Haïti behoorlijk tot het niveau van een tropische storm. Dit kwam door interactie met land.
Verder zuidwaarts reorganiseerde de storm zich naar een sterke tropische storm voordat hij op 28 augustus Jamaica aandeed. Gustav veroorzaakte 78 doden in Haïti, de Dominicaanse Republiek en Jamaica. 7 personen werden vermist op Haïti. In de late namiddag van 29 augustus ging de tropische storm over in een orkaan van categorie 1, om 30 augustus uit te groeien tot een categorie 4 orkaan.
In het geval de orkaan gevoed zal worden door de zogenaamde 'loop current', een smalle strook warm water in de Golf van Mexico, kan de orkaan gemakkelijk uitgroeien tot een monsterstorm categorie 5.
De meanderende 'Loop Current', gesitueerd in zuidoostelijke golf, is een enorme energiebron voor een orkaan. Alle grote orkanen in het verleden, waaronder zeker Katrina en Camille, werden aangezwengeld door deze 'Loop Current'. Orkaan Gustav koerst momenteel recht op de 'Loop Current' af. Nadat de orkaan boven Cuba afzwakte naar een categorie 3 orkaan is hij tegen de verwachtingen in niet boven de 'Loop Current' aangezwollen tot een categorie 4 orkaan. De orkaan zwakte geleidelijk af tot categorie 2 en net voor hij 1 september bij 'Cocodrie' aan land kwam tot categorie 1. Toch bleef het een gevaarlijke orkaan vanwege de springvloed van 4 meter boven normaal tij. 04.00 a.m. CDT, 09h00 UTC, 2 september werd de orkaan, die zich boven Oost-Texas bevond, gedegradeerd naar de status tropische depressie, maar wel met waarschuwingen met betrekking tot overvloedige regenval en bijhorende kans op overstromingen.

### Orkaan Hanna
De achtste tropische depressie ontwikkelde zich op 28 augustus uit een lagedrukgebied ten noordoosten van de bovenwindse eilanden. Tegen de avond werd het een tropische storm, die de naam Hanna kreeg.

Op 30 augustus koerst Hanna af op de Turks- en Caicoseilanden. Zij wordt daar 31 augustus verwacht.

Op 1 september 01.30 pm AST, 17:30 UTC bereikt Hanna de orkaanstatus, als orkaan van categorie 1 met windsnelheden van 120 km/h. Daarmee is Hanna de vierde orkaan van dit orkaanseizoen. Het centrum van de storm bevindt zich in buurt van Mayaguana Island en zal zich verplaatsen naar de centrale Bahama's. Op 2 september beweegt Hanna zich uiterst langzaam en chaotisch zonder een echte richting te kiezen. Haïti en de Turks- en Caicoseilanden ondervinden langdurige en hevige regenval.

In de namiddag, 05h00 p.m. AST zwakt Hanna af naar tropisch storm niveau. De storm drijft langzaam zuidwaarts. 

Door de langdurige, heftige regenval overstromen delen van Haïti, met name de laagliggende stad Gonaïves in het westen van het land. De vergaande ontbossing in Haïti in combinatie met regenval is de oorzaak voor dodelijke landverschuivingen en overstromingen omdat de grond het regenwater niet meer vast kan houden. 3 september wordt gerapporteerd dat er reeds 26 doden te betreuren zijn, waarvan 12 in Gonaïves.
5 september 02h00 p.m. EDT koerst Hanna parallel aan de kust van Florida noordwaarts. De sterkte van de storm heeft net niet orkaankracht categorie 1 bereikt. Met name South Carolina verwacht heftige regenval. In Haïti zijn meer dan 500 doden gevallen waarvan alleen al 137 in Gonaïves. 6 september 05h00 a.m. EDT kwam de storm ten 45 km ten noordwesten van Wilmington, bij Little River op de grens van South en North Carolina, aan land. Opmerkelijk is dat, volgens de route voorspellingen, de restanten van deze tropische storm Ierland of Schotland zullen bereiken. 7 september 05h00 a.m. EDT verloor Hanna boven land haar tropische karakteristieken.

### Orkaan Ike
De negende tropische depressie ontwikkelde zich op 1 september uit een lagedrukgebied precies halverwege Afrika en de bovenwindse eilanden. 11.00 a.m. AST bedroeg de kerndruk 1005 mBar en de continue windsnelheid 55 km/h. Om 5.00 pm AST ontwikkelde de depressie zich tot een tropische storm die de naam Ike kreeg.

Op 3 september om 5.00 p.m. AST bereikte de storm orkaanstatus, categorie 1 met windsnelheden van 80 mph (130 km/h) en een kerndruk van 984 mBar. Ike werd daarmee de vijfde orkaan van het orkaanseizoen 2008. In de late avond van 3 september, 11.00 p.m. AST bereikte de orkaan in een ultrakort tijdsbestek van 12 uur vanaf tropisch storm niveau in één keer het categorie 4 stadium en is daarmee een extreem gevaarlijke orkaan geworden. 5 september zwakte Ike iets af en werd een categorie 3 orkaan. Hij koerst op Turks- en Caicoseilanden in de Bahama's af. 6 september 11h00 a.m. AST zwakte Ike nog iets verder af naar categorie 2, om later in de middag weer aan te sterken tot categorie 3. Ike heeft koers gezet richting Cuba en vandaaruit richting Golf van Mexico zijn weg vervolgen.
7 september passeerde Ike over de Turks- en Caicoseilanden en ging recht over Inagua op weg naar Cuba om daar 02h00 a.m. EDT aan land te komen. 11h00 a.m. EDT is de orkaan afgezwakt door de landinvloed tot categorie 2. 05h00 p.m. EDT is de orkaan nog verder afgezwakt tot een categorie 1 orkaan. Zodra de orkaan weer over zee koerst, wordt verwacht dat hij snel in sterkte zal toenemen. Er is nog enige onzekerheid over de koers die hij zal nemen zodra hij in de Golf van Mexico arriveert. De verwachting is dat hij in Texas aan land komt. Officials in Galvestons Brazoria County hebben een verplichte evacuatie ingesteld vanaf 10 september 10h00 a.m. CDT, 11h00 a.m. EDT.
President Bush kondigt op 10 september 10h40 EDT de noodtoestand af in een aantal kustcounty's op basis van de Stafford Act om voorzieningen te kunnen treffen in de streken waar de orkaan aan land gaat komen.
11 september rapporteert het National Hurricane Center dat Ike merkwaardigerwijs niet in sterkte toeneemt, maar dat het totale windveld een ongebruikelijke grootte had aangenomen. Hierdoor was de exacte plaats waar de orkaankern aan land ging komen veel minder relevant en werden waarschuwingen gegeven aan de totale kuststrook waar het windveld aan land zou komen. 13 september 0710 UTC 3:10 a.m. EDT kwam het 75 km brede oog van orkaan Ike kwam in Galveston (Texas) als categorie 2 orkaan aan land met een kerndruk van 952 mBar en continue windsnelheid van 175 km/uur. Vloedgolven van 6 tot 7 meter boven de normale waterstand overspoelden de laagst gelegen gedeelten van Galveston. Diverse branden, die niet geblust konden worden, braken uit. om 9.00 a.m. CET meldde het National Hurricane Center dat de orkaan reeds boven Houston was afgezwakt tot categorie 1. De orkaan trekt steeds meer afzwakkend weg richting Arkansas, waar hij snel zal over gaan tot tropische storm. Daarbij werd wel een toenemend gevaar voor tornado's gemeld. 14 september 500 a.m. EDT was Ike boven het noordoosten van Arkansas afgezwakt tot een tropische depressie en ging snel over in een lagedrukgebied.

### Tropische storm Josephine
De tiende tropische depressie van dit seizoen ontwikkelde zich op 2 september in de buurt van de Kaapverdische Eilanden. In korte tijd heeft deze depressie zich ontwikkeld tot een tropische storm en kreeg om 11.00 a.m. EDT, 15h00 p.m UTC de naam Josephine. Op 6 september loste Josephine op in een tropische depressie ten noordwesten van de Kaapverdische Eilanden.

### Orkaan Kyle
Een lagedruksysteem 260 km oostnoordoost van Grand Turk Island ontwikkelde zich 25 september 05h00 p.m. AST naar benoemde tropische stormsterkte met de naam Kyle.
Dit is de elfde tropische storm dit seizoen.
27 september 05.00 p.m. EDT bereikt de storm het orkaan stadium categorie 1. De orkaan volgt een lichte zigzagkoers noordwaarts in de richting van New Brunswick en Nova Scotia.
Afgezwakt door de koude wateren rondom Nova Scotia komt Kyle 28 september 8:00 p.m. EDT als tropische storm in Nova Scotia in de buurt van Yarmouth aan land en verliest daar snel zijn tropische karakter. De kerndruk was toen 986 millibar en de continue windsnelheid bedroeg 120 km/uur. De storm had op dat moment zijn orkaankarakter verloren en werd een gewone storm.
Het stormcentrum verplaatste zich van Noord-Yarmouth richting Digby om zijn weg te vervolgens dwars door de Fundybaai en het westen van PEI richting noorden, waar de storm oploste in een lagedrukgebied.

### Tropische Storm Laura
Maandag 29 september 5h00 a.m. AST, 9:00 uur UTC, verdiept een lagedrukgebied ten westen van de Azoren tot subtropisch stormniveau. Deze storm krijgt de naam Laura en is daarmee de twaalfde benoemde storm in het Atlantische orkaanseizoen 2008.
Dinsdag 30 september 11.00 a.m. AST, 15:00 uur UTC bereikt Laura kort het stadium Tropische storm. Boven de koude wateren van de noordelijke Atlantische Oceaan verloor de storm op 1 oktober 11.00 a.m. AST zijn tropische karakter en vervolgende zijn baan als extratropisch lagedrukgebied richting Ierland.
Zaterdag 4 oktober bereiken de restanten van Laura Nederland.

### Tropische Storm Marco
Maandag 6 oktober 04h00 p.m. CDT, 21:00 uur UTC ontwikkelde een tropische depressie in de Golf van Campeche zich tot tropische storm Marco. Marco is de dertiende benoemde storm in het Atlantische orkaanseizoen 2008.
Dinsdag 7 oktober kwam de extreem kleine cycloon Marco in Mexico aan land en verloor snel aan kracht.

### Tropische Storm Nana
Zondag 12 oktober 05h00 p.m. EDT, 21:00 hrs UTC ontwikkelt zich halverwege de oceaan tussen Afrika en de Benedenwindse Eilanden de tropische storm Nana. Deze storm is de veertiende benoemde storm in het Atlantische orkaanseizoen 2008. Dinsdag 14 oktober 5h00 a.m. EDT, 9:00 hrs UTC is de storm behoorlijk verzwakt en lost op in een lagedrukgebied.

### Orkaan Omar
Door afname van de wind in de hoogste gedeelten van de atmosfeer kon een tropische storing zich ontwikkelen tot het depressiestadium. Deze tropische storing groeide tot orkaansterkte, om dinsdag 14 oktober 11:00 a.m. AST, 15:00 hrs UTC de vijftiende benoemde tropische storm 'Omar' van dit seizoen te worden. Dit is de eerste keer dat de naam 'Omar' voor een storm wordt gebruikt.
Om 05.00 PM AST ofwel 21:00 hrs UTC heeft de regering van de Nederlandse Antillen een orkaan waarschuwing uitgevaardigd met betrekking tot Saba, Sint-Eustatius en Sint-Maarten. De orkaan bevond zich toen 195 km noordnoordoost van Curaçao. De verwachting is dat de storm uitgroeit tot een orkaan in de categorie twee en woensdag 15 oktober aan het einde van de dag de eilanden Sint Maarten, Sint Eustatius en Saba treft.
Diverse voorzorgsmaatregelen zijn genomen, zoals het verlagen van het waterpeil van de Great Salt Pond en de Fresh Pond op Sint Maarten.
Op Curaçao is inmiddels duidelijk dat door Omar, een categorie 1 orkaan, bijna alle stranden flinke schade hebben opgelopen, zo heeft gezaghebber Dindial bekendgemaakt. Verder melden lokale media op Aruba dat diverse vissersboten gezonken zijn en doet de lokale meteodienst zijn beklag over de incorrecte voorspelling van het National Hurricane Center.
Omar zwelt in de vroege ochtend van 16 oktober aan tot een orkaan categorie 3, om na aanvankelijke intensiveren richting categorie 4, tot verbazing van de weeranalisten van het National Hurricane Center, na de passage van de Bovenwindse Eilanden, heel snel af te zwakken tot categorie 1. Reeds een dag later 11.00 PM EDT, 03.00 UTC was Omar afgezwakt tot tropisch storm niveau. Vrijdag 17 oktober 12.00 UTC herwint Omar tijdelijk aan kracht, bereikt weer categorie 1 sterkte om later rondom middernacht weer af te zwakken tot tropisch stormsterkte niveau.

#### Europa
Omar zal ook Europa aandoen. Diverse modellen geven nog onzekerheid over het uiteindelijke pad van deze ex-orkaan. Volgens Meteo Consult zou het een zeldzaamheid zijn (het is immers nooit voorgevallen) dat een (ex-)orkaan het gehele Nederlandse Koninkrijk aan zal doen (de Antillen en Nederland zelf).
Omar zwakte af tot lagedrukgebied. Dit lagedrukgebied loste op zijn beurt op in andere lagedrukgebieden, bereikte in die vorm Europa en trok langs Nederland op 23 oktober.

### Tropische Depressie Zestien
Het NHC meldt 14 oktober dat een lagedrukgebied boven de West-Caraïbische Zee zich voor de kust van Honduras ontwikkeld heeft tot Tropische Depressie Zestien.
In de namiddag van 15 oktober komt de tropische depressie in noordoost Honduras aan land. Het NHC verwacht dat boven land de cycloon enigszins verzwakt, doch dat de restanten van de cycloon boven de Grote Oceaan wellicht weer tot ontwikkeling kunnen komen.
De restanten van tropische depressie #16, die praktisch stationair boven Guatemala blijven, veroorzaken aldaar op 17 oktober ernstige regenoverlast en modderstromen. Volgens het NHC is er een redelijke kans dat de restanten van de Atlantische depressie Zestien een nieuwe tropische depressie zullen vormen boven de Grote Oceaan. Inmiddels is de kans weer een stuk minder (< 20%).

### Orkaan Paloma
Begin november bevond zich een gebied met lage luchtdruk zich stationair in de Caraïbische Zee zonder aanwijzingen voor ontwikkeling van tropische eigenschappen. Op 5 november nam de organisatiegraad van het lagedruksysteem toe en werd vanaf dat moment Tropische Depressie nummer 17 genoemd ten oosten van Nicaragua. De volgende dag, 6 november nam de storm in kracht toe, om uiteindelijk de benoemde Tropische Storm Paloma te worden en om 7 november aan te zwellen tot een orkaan categorie 1 om vervolgens 21:00 hrs UTC boven de Kaaiman Eilanden categorie 2 sterkte te bereiken. Het is de eerste keer dat een tropische storm deze meisjesnaam ontving.
De orkaan bereikte 7 november 10:00 p.m. EST, 8 november 03:00 UTC orkaankracht categorie 3 om zeer snel aan te sterken, 8 november 05:08 a.m., 10:08 UTC tot orkaankracht 4. Daarmee werd Paloma een zeer gevaarlijke en krachtige orkaan, op weg naar het centrale en oostelijke deel van Cuba, alwaar grootschalige evacuaties in gang werden gezet. Op piek niveau had de storm windsnelheden van 120 knopen bij een kerndruk van 943 mBar.
Op 8 november 7:00 p.m. EST, 24:00 hrs UTC kwam Paloma bij Santa Cruz del Sur op Cuba aan land als categorie 3 orkaan, op exact dezelfde dag én plaats als Orkaan 'Cuba' in 1932.
Boven land zwakte de orkaan snel af tot categorie 1 en ging 10 november snel over in een verder onbetekenend lagedrukgebied.

## Gebeurtenissen

### Mei
31 mei
- - 17h00 UTC (19:00) – Tropische storm Arthur vormt voor de kust van Belize en landt daar ook met windstoten tot 65 km/h.

### Juni
1 juni
- - 04h00 UTC (06:00) – Het Atlantische orkaanseizoen begint officieel.
  - 15h00 UTC (17:00) – Tropische storm Arthur zwakt af tot een tropische depressie

2 juni
- - 03h00 UTC (05:00) – Het NHC stopt het volgen van de oplossende tropische depressie Arthur.

### Juli
3 juli
- - 09h00 UTC (11:00) – Tropische depressie 2 vormt ten zuiden van de Kaapverdische Eilanden.
  - 15h00 UTC (17:00) – Tropische depressie 2 sterkt aan tot tropische storm Bertha.

7 juli
- - 09h00 UTC (11:00) – Tropische storm Bertha sterkt aan tot orkaan Bertha
  - 21h00 UTC (23:00) – Orkaan Bertha sterkt aan tot categorie 2, snel daarna tot categorie 3.

8 juli
- - 15h00 UTC (17:00) – Orkaan Bertha zwakt af tot categorie 2.
  - 21h00 UTC (23:00) – Orkaan Bertha zwakt af tot categorie 1.

9 juli
- - 21h00 UTC (23:00) – Orkaan Bertha sterkt opnieuw aan tot categorie 2.

10 juli
- - 15h00 UTC (17:00) – Orkaan Bertha zwakt af tot categorie 1.

13 juli
- - 12h00 UTC (14:00) – Orkaan Bertha zwakt af tot een tropische storm

18 juli
- - 21h00 UTC (23:00) – Tropische storm Bertha sterkt opnieuw aan tot orkaan Bertha

19 juli
- - 03h00 UTC (05:00) – Tropische depressie 3 vormt zich ten zuiden van South Carolina.
  - 18h00 UTC (20:00) – Tropische depressie 3 sterkt aan tot tropische storm Cristobal.

20 juli
- - 15h00 UTC (17:00) – Tropische storm Bertha zwakt af tot resterend lagedrukgebied. Het was de langste storm ooit in juli. Bertha leefde 17 dagen.
  - 15h45 UTC (17:45) – Tropische storm Dolly vormt ten oosten van Yucatán.

21 juli
- - 06h00 UTC (08:00) – Tropische storm Dolly maakt haar eerste landing in Yucatán met windstoten tot 85 km/h.

22 juli
- - 21h00 UTC (23:00) – Tropische storm Dolly sterkt aan tot orkaan Dolly.

23 juli
- - 09h00 UTC (11:00) – Tropische storm Cristobal lost op in een resterend lagedrukgebied.
  - 15h00 UTC (17:00) – Orkaan Dolly sterkt aan tot categorie 2.
  - 18h00 UTC (20:00) – Orkaan Dolly maakt haar tweede landing op het South Padre Island met windstoten tot 160 km/h.

24 juli
- - 03h00 UTC (05:00) – Orkaan Dolly zwakt af tot een tropische storm.
  - 21h00 UTC (23:00) – Tropische storm Dolly zwakt af tot een tropische depressie.

25 juli
- - 21h00 UTC (23:00) – Tropische depressie Dolly lost op in een resterend lagedrukgebied over Noord-Mexico

### Augustus
3 augustus
- - 21h00 UTC (23:00) – Tropische depressie 5 vormt zich ten zuidoosten van Louisiana
  - 22h00 UTC (00:00) – Tropische depressie sterkt aan tot tropische storm Edouard.

5 augustus
- - 12h00 UTC (14:00) – Tropische storm Edouard landt in Texas met windstoten tot 100 km/h.
  - 21h00 UTC (23:00) – Tropische storm Edouard zwakt af tot een tropische depressie.

7 augustus
- - 03h00 UTC (05:00) – Tropische depressie Edouard lost op als resterend lagedrukgebied.

15 augustus
- - 21h00 UTC (23:00) – Tropische storm Fay vormt zich en maakt haar eerste landing in oostelijk Hispaniola

18 augustus
- - 09h00 UTC (11:00) – Tropische storm Fay maakt haar tweede landing in Cuba met windstoten tot 85 km/h.
  - 19h20 UTC (21:20) – Tropische storm Fay maakt haar derde landing in Florida met windstoten tot 85 km/h.

19 augustus
- - 09h00 UTC (11:00) – Tropische storm Fay maakt haar vierde landing in Florida met windstoten tot 95 km/h.

21 augustus
- - 18h30 UTC (20:30) – Tropische storm Fay maakt haar vijfde landing in Florida met windstoten tot 95 km/h.

23 augustus
- - 06h00 UTC (08:00) – Tropische storm Fay maakt haar zesde landing in Florida met windstoten tot 75 km/h.

24 augustus
- - 03h00 UTC (05:00) – Tropische storm Fay zwakt af tot een tropische depressie en het NHC stopt het volgen.

25 augustus
- - 15h00 UTC (17:00) – Tropische depressie 7 vormt zich ten westen van de ''Windward islands.
  - 18h00 UTC (20:00) – Tropische depressie 7 sterkt aan tot tropische storm Gustav.

26 augustus
- - 06h20 UTC (08:20) – Tropische storm Gustav sterkt aan tot orkaan Gustav
  - 17h30 UTC (19:30) – Orkaan Gustav maakt zijn eerste landing in Haïti met windstoten tot 150 km/h.

27 augustus
- - 03h30 UTC (05:30) – Orkaan Gustav zwakt af tot tropische storm Gustav.

28 augustus
- - 09h00 UTC (11:00) – Tropische depressie 8 vormt ten noordoosten van de Benedenwindse Eilanden.
  - 15h00 UTC (17:00) – Tropische depressie 8 sterkt aan tot tropische storm Hanna.
  - 18h00 UTC (20:00) – Tropische storm Gustav maakt zijn tweede landing in Jamaica met windstoten tot 110 km/h.

29 augustus
- - 19h15 UTC (21:15) – Tropische storm Gustav sterkt opnieuw aan tot orkaan Gustav

30 augustus
- - 06h10 UTC (08:10) – Orkaan Gustav sterkt aan tot categorie 2.
  - 10h00 UTC (12:00) – Orkaan Gustav sterkt aan tot categorie 3.
  - 17h20 UTC (19:20) – Orkaan Gustav sterkt aan tot categorie 4.
  - 19h00 UTC (21:00) – Orkaan Gustav maakt zijn derde landing op Isla de la Juventud met windstoten tot 230 km/h.
  - 23h00 UTC (01:00) – Orkaan Gustav maakt zijn vierde landing op Cuba met windstoten tot 240 km/h.

31 augustus
- - 09h00 UTC (11:00) – Orkaan Gustav verlaat Cuba trekkend door de Golf van Mexico afzwakkend tot categorie 3.

### September
1 september
- - 14h00 UTC (16:00) – Orkaan Gustav zwakt af tot categorie 2.
  - 15h00 UTC (17:00) – Tropische depressie 9 vormt zich in de Atlantische Oceaan
  - 17h30 UTC (19:30) – Tropische storm Hanna sterkt aan tot orkaan Hanna
  - 21h00 UTC (23:00) – Tropische depressie 9 sterkt aan tot tropische storm Ike.

2 september
- - 09h00 UTC (11:00) – Het NHC stopt het volgen van tropische depressie Gustav.
  - 09h00 UTC (11:00) – Tropische depressie 10 vormt zich voor de kust van Afrika.
  - 15h00 UTC (17:00) – Tropische depressie 10 sterkt aan tot tropische storm Josephine.

3 september
- - 21h00 UTC (23:00) – Tropische storm Ike sterkt aan tot orkaan Ike.

4 september
- - 00h00 UTC (02:00) – Orkaan Ike sterkt aan tot categorie 3.
  - 03h00 UTC (05:00) – Orkaan Ike sterkt aan tot categorie 4.
  - 15h00 UTC (17:00) – Tropische depressie Gustav is opgelost in een resterend lagedrukgebied.

5 september
- - 09h00 UTC (11:00) – Orkaan Ike zwakt af tot categorie 3.

6 september
- - 03h00 UTC (05:00) – Tropische storm Josephine zwakt af tot tropische depressie
  - 07h20 UTC (09:20) – Tropische storm Hanna landt op de grens van North en South Carolina met windstoten tot 110 km/h.
  - 09h00 UTC (11:00) – Tropische depressie Josephine lost op in een resterend lagedrukgebied.
  - 15h00 UTC (17:00) – Orkaan Ike zwakt af tot categorie 2.
  - 18h00 UTC (20:00) – Orkaan Ike sterkt aan tot categorie 3.
  - 21h00 UTC (23:00) – Orkaan Ike sterkt aan tot categorie 4.

7 september
- - 09h00 UTC (11:00) – Tropische storm Hanna lost op als resterend lagedrukgebied
  - 21h00 UTC (23:00) – Orkaan Ike zwakt af tot categorie 3.

8 september
- - 01h40 UTC (03:40) – Orkaan Ike landt in Cuba met windstoten tot 205 km/h.
  - 09h00 UTC (11:00) – Orkaan Ike zwakt af tot categorie 2.
  - 21h00 UTC (23:00) – Orkaan Ike zwakt af tot categorie 1.

9 september
- - 14h30 UTC (16:30) – Orkaan Ike maakt zijn tweede landing in Cuba met windstoten tot 130 km/h.

10 september
- - 21h00 UTC (23:00) – Orkaan Ike sterkt aan tot categorie 2.

13 september
- - 07h10 UTC (09:10) – Orkaan Ike maakt zijn derde en laatste landing in Texas met windstoten tot 175 km/h.
  - 16h00 UTC (18:00) – Orkaan Ike zwakt af tot categorie 1.
  - 20h00 UTC (22:00) – Orkaan Ike zwakt af tot een tropische storm

14 september
- - 09h00 UTC (11:00) – Het NHC stopt het volgen van de afzwakkende tropische depressie Ike

25 september
- - 21h00 UTC (23:00) – Tropische storm Kyle vormt zich ten noorden van Hispaniola.

27 september
- - 21h00 UTC (23:00) – Tropische storm Kyle sterkt aan tot orkaan Kyle.

29 september
- - 00h00 UTC (02:00) – Orkaan Kyle landt in Nova Scotia met windstoten tot 120 km/h
  - 03h00 UTC (05:00) – Orkaan Kyle lost op in een resterend lagedrukgebied
  - 09h00 UTC (11:00) – Subtropische storm Laura vormt zich in de Atlantische Oceaan

30 september
- - 15h00 UTC (17:00) – Subtropische storm Laura is gereclassificeerd tot tropische storm Laura.

### Oktober
6 oktober
- - 15h00 UTC (17:00) – Tropische depressie 13 vormt zich in de Golf van Campeche.
  - 21h00 UTC (23:00) – Tropische depressie 13 sterkt aan tot tropische storm Marco.

7 oktober
- - 15h00 UTC (17:00) – Tropische storm Marco landt in Veracruz met windstoten tot 100 km/h.
  - 21h00 UTC (23:00) – Tropische storm Marco degradeert tot tropische depressie.
  - 03h00 UTC (05:00) – Tropische depressie Marco lost op tot resterend lagedrukgebied boven Mexico.

12 oktober
- - 21h00 UTC (23:00) – Tropische storm Nana vormt zich in de Atlantische Oceaan

13 oktober
- - 15h00 UTC (17:00) – Tropische storm Nana zwakt af tot tropische depressie
  - 15h00 UTC (17:00) – Tropische depressie 15 vormt zich in de Caraïbische Zee

14 oktober
- - 15h00 UTC (17:00) – Tropische depressie 15 versterkt zich tot Tropische storm Omar
  - 15h00 UTC (17:00) – Tropische depressie 16 vormt zich in het westen van de Caraïbische Zee

15 oktober
- - 18h00 UTC (20:00) – Tropische depressie 16 landt in Honduras met windstoten tot 45 km/h

16 oktober
- - 00h00 UTC (02:00) – Orkaan Omar bereikt categorie 2.
  - 03h00 UTC (05:00) – Tropische depressie 16 lost op tot resterend lagedrukgebied.
  - 03h00 UTC (05:00) – Orkaan Omar bereikt categorie 3.
  - 15h00 UTC (17:00) – Orkaan Omar zwakt af tot categorie 1.

17 oktober
- - 03h00 UTC (05:00) – Orkaan Omar zwakt af tot tropische storm Omar
  - 21h00 UTC (23:00) – Tropische storm Omar wint aan kracht en wordt terug orkaan Omar (cat. 1)

18 oktober
- - 03h00 UTC (05:00) – Orkaan Omar degradeert weer tot tropische storm Omar

19 oktober
- - 00h00 UTC (02:00) – Tropische storm Omar lost op in een resterend lagedrukgebied.